# Jan Kanty Szreniawski
Jan Kanty Szreniawski (ur. 22 marca 1931 w Szczebrzeszynie, zm. 1 sierpnia 2023) – polski prawnik administratywista.

## Życiorys
Ukończył studia prawnicze na Uniwersytecie Marii Curie-Skłodowskiej w 1953 i studia historyczne na Uniwersytecie Warszawskim w 1955. Związany zawodowo z Uniwersytetem Marii Curie-Skłodowskiej w Lublinie, otrzymując w 1962 stopień doktora, w 1971 doktora habilitowanego i w 1978 tytuł profesora. Był prorektorem, prodziekanem, dyrektorem Instytutu Administracji i Prawa Publicznego oraz kierownikiem Katedry Prawa Administracyjnego. Był organizatorem i kierownikiem Instytutu Nauk Politycznych. Organizował i kierował Filią UMCS w Rzeszowie. W latach 1987–1990 był członkiem Komitetu Nauk Prawnych PAN, 1984-1987 członkiem Rady Legislacyjnej, w 2000-2002 członkiem Centralnej Komisji ds. Tytułu Naukowego i Stopni Naukowych.
Jego dorobek obejmował prace dotyczące teorii prawa administracyjnego, nauki administracji i teorii władzy. Napisał m.in. "Wprowadzenie do zagadnień polityki administracyjnej" (1974), podręcznik do części ogólnej prawa administracyjnego (1994), popularny wśród studentów "Wstęp do nauki administracji" (2004).
Został odznaczony m.in. Krzyżami Kawalerskim, Oficerskim i Komandorskim Orderu Odrodzenia Polski.
Zmarł 1 sierpnia 2023. Uroczystości pogrzebowe odbyły się w Lublinie 4 sierpnia tego samego roku.